# 6136 Gryphon
A 6136 Gryphon (ideiglenes jelöléssel 1990 YH) a Naprendszer kisbolygóövében található aszteroida. Natori Akira és Urata Takesi fedezte fel 1990. december 22-én.